# ワイル・フェリックス反応
ワイル・フェリックス反応（ワイル・フェリックスはんのう、英: Weil-Felix test）は、リケッチア感染症の患者に対する臨床診断試験のこと。

## 概要
リケッチア感染症患者の血清はその疾患に応じてプロテウス属のOX-19株、OX-2株、OX-K株に対する凝集素を持つ。これはリケッチアとプロテウスの間に共通抗原をもつことによる。その性質を利用して臨床診断試験に応用したものがワイル・フェリックス反応である
。特異性が十分ではないため、現代では蛍光抗体法やELISA法にとってかわられつつある。
1915年にチェコのオーストリア人医師エドムント・ヴァイルとポーランド生まれの細菌学者アーサー・フェリックスにより開発された。 

## 反応
- OX-19株、OX-2株 - 発疹チフス
- OX-19株、OX-2株 - 日本紅斑熱
- OX-K株 - ツツガムシ病